# Elecciones presidenciales de Francia de 2027
Las elecciones presidenciales de Francia de 2027 serán las duodécimas elecciones presidenciales de la Quinta República Francesa y las undécimas celebradas mediante sufragio universal directo, con el objetivo de elegir al presidente de Francia para ejercer un mandato de cinco años. La primera vuelta esta prevista a celebrarse entre abril y mayo de 2027.
Las elecciones podrán celebrarse antes en circunstancias excepcionales si la presidencia queda vacante antes de esa fecha. El presidente en ejercicio, Emmanuel Macron, tiene un mandato limitado y no puede buscar un tercer mandato consecutivo.

## Sistema electoral
El presidente de la República Francesa es elegido para un mandato de cinco años según el sistema de dos vueltas, tal como lo estipula el artículo 7 de la Constitución. Si ningún candidato obtiene la mayoría absoluta (50% + 1) de los votos en la primera vuelta, incluidos los votos en blanco y nulos, se celebrará una segunda vuelta dos semanas más tarde entre los dos candidatos que hayan recibido más votos. Según la Constitución, la primera vuelta de las elecciones presidenciales debe celebrarse entre 20 y 35 días antes de la conclusión del mandato actual de cinco años del presidente. El segundo mandato de Emmanuel Macron, que comenzó el 14 de mayo de 2022, está previsto que finalice el 13 de mayo de 2027, lo que significa que la primera vuelta de las elecciones presidenciales está prevista entre el 8 y el 23 de abril de 2027.
Para aparecer en la primera ronda de votación, los candidatos deben conseguir 500 firmas (a menudo denominadas parrainages) de funcionarios electos nacionales o locales de al menos 30 departamentos diferentes o colectividades de ultramar, y no más de una décima parte de estos firmantes deben provenir de un solo departamento. Según el artículo 6 de la Constitución francesa, el presidente no puede "ejercer más de dos períodos consecutivos en el cargo".

## Candidatos declarados

### Horizontes

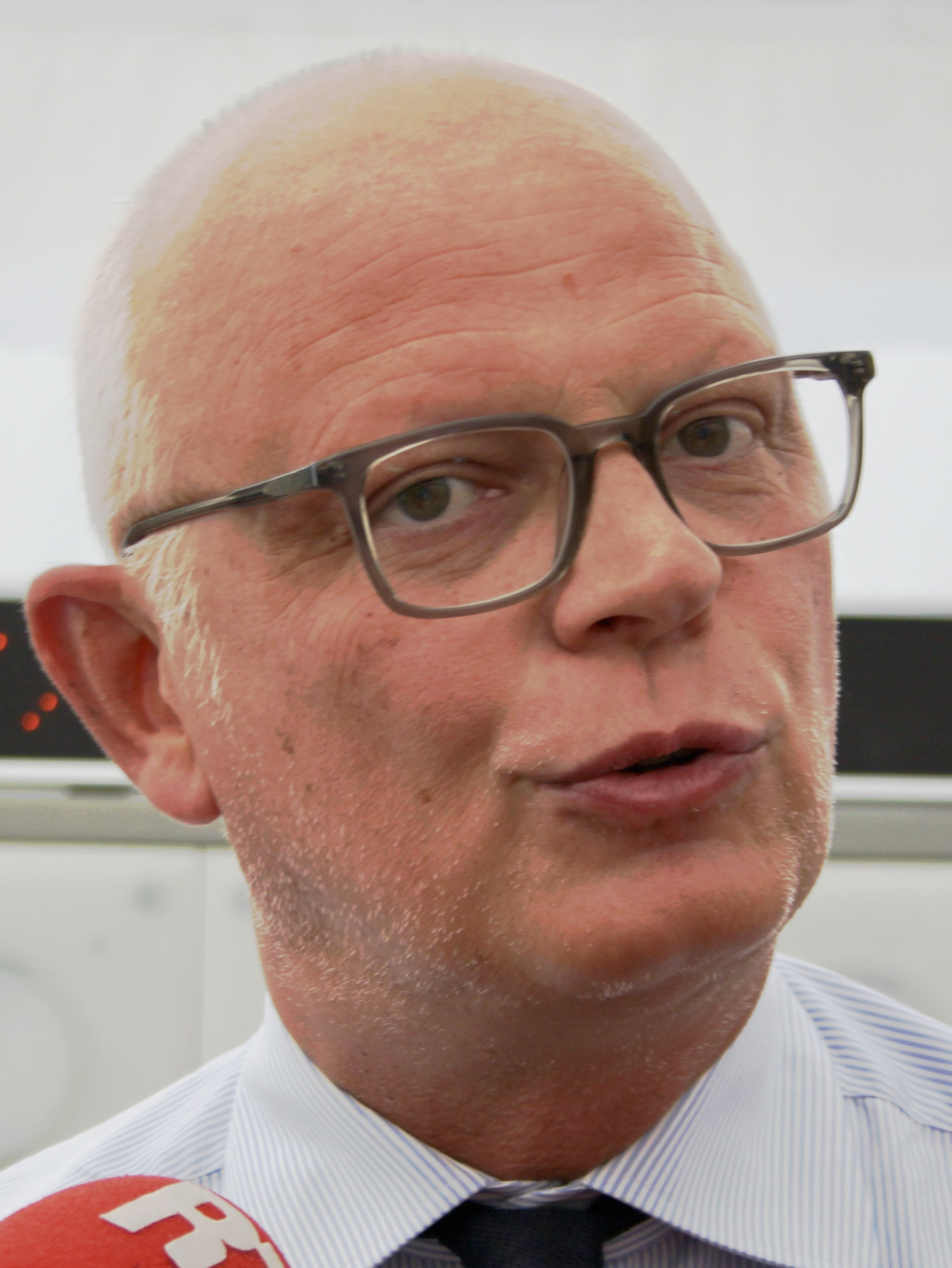

- Édouard Philippe

- Édouard Philippe[4][5] (Alcalde de Le Havre, líder de Horizons, ex primer ministro de Francia)

## Candidatos potenciales

### Reconquista

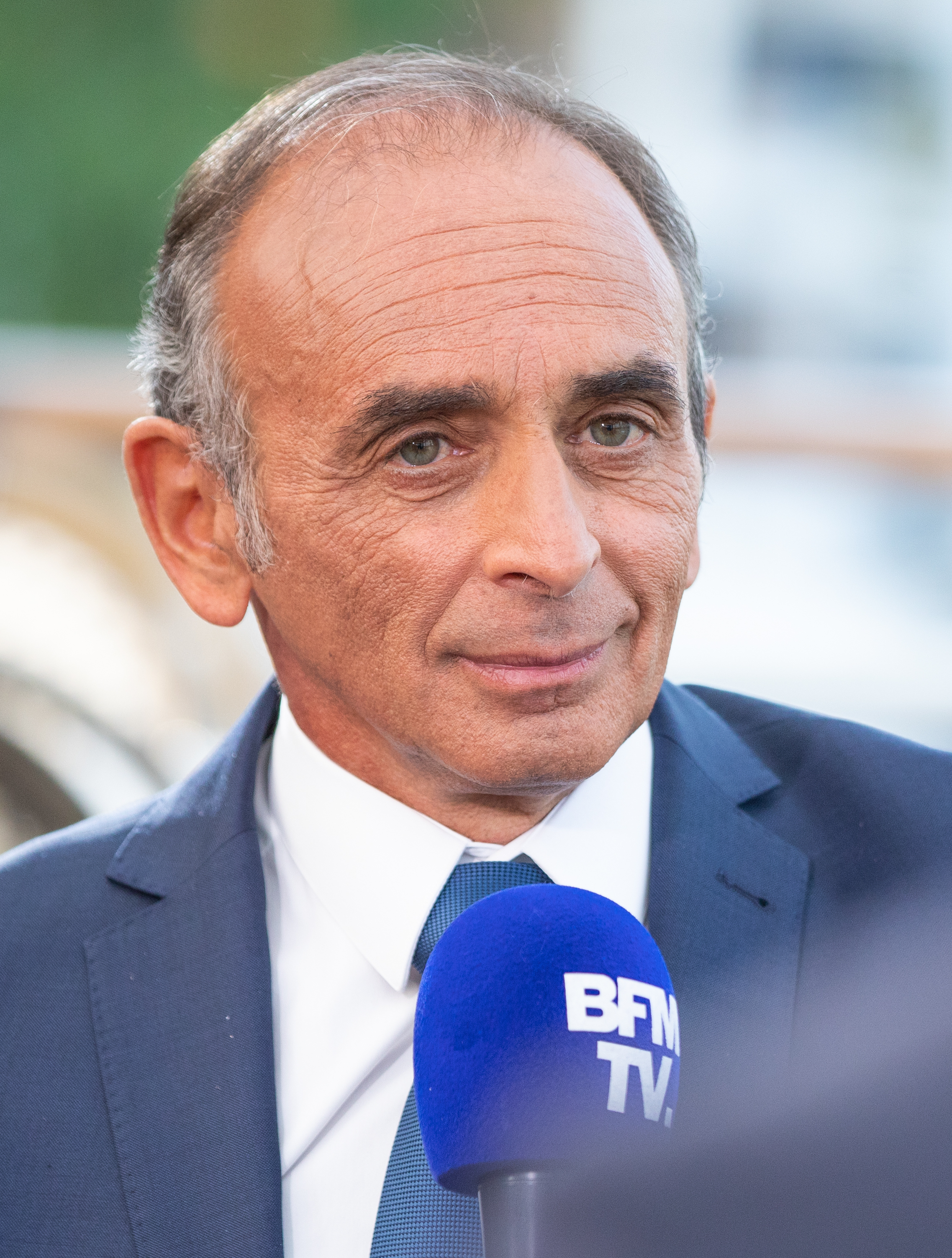

- Éric Zemmour

- Éric Zemmour[6] (líder de Reconquista, nominado en 2022)

### Agrupación Nacional

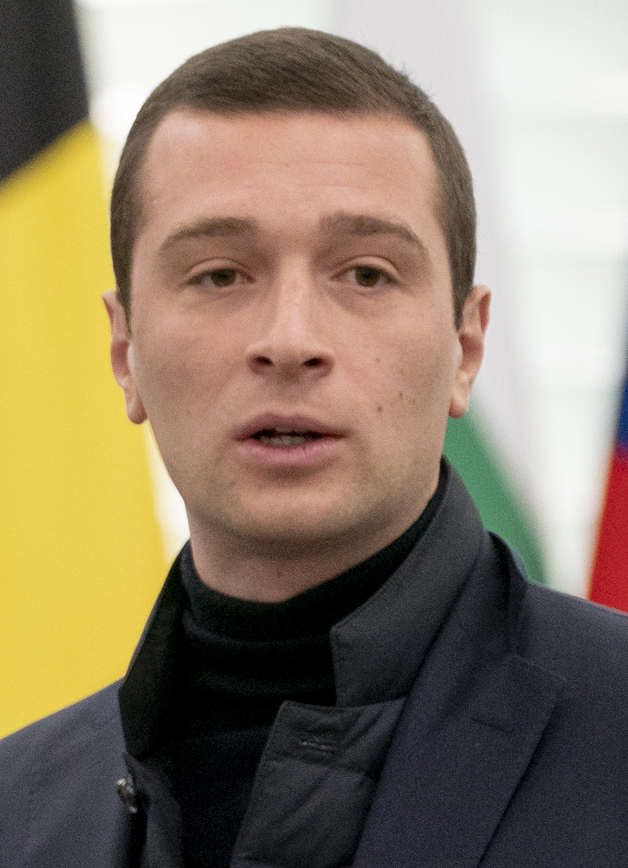

- Jordan Bardella

- Jordan Bardella[7] (diputado europeo, presidente de los Patriotas por Europa y líder de la Agrupación Nacional)

### Los Republicanos

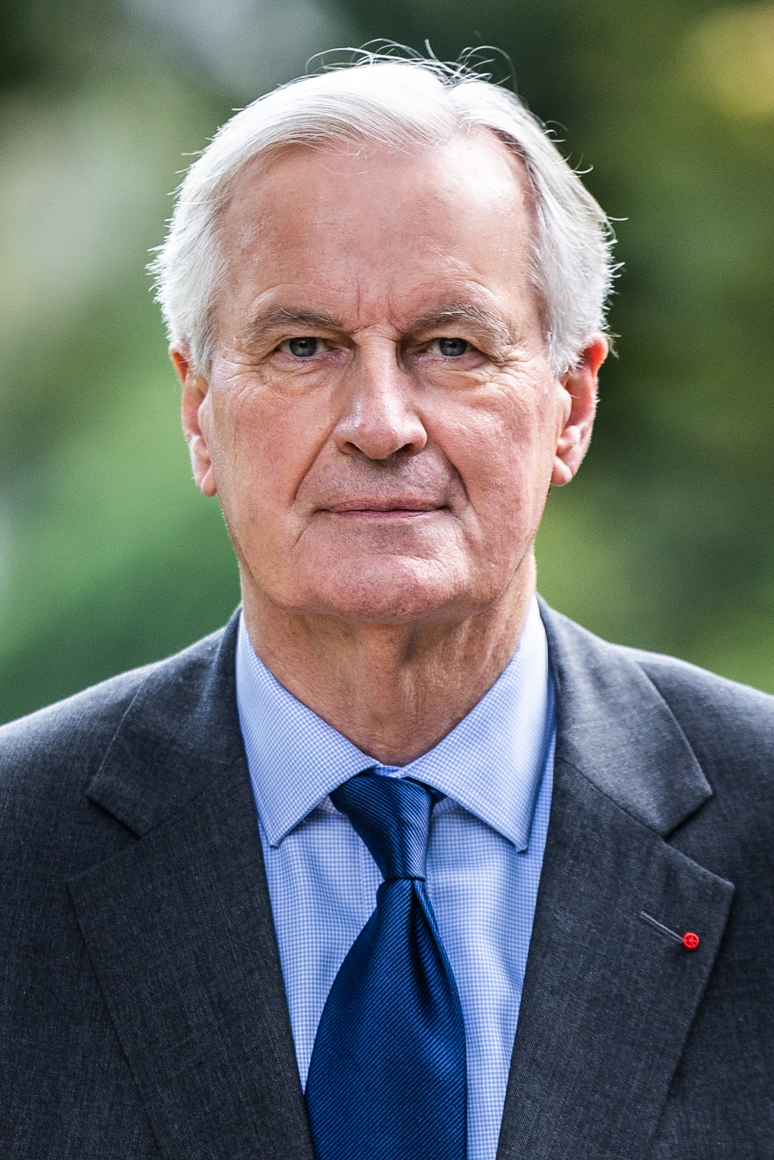
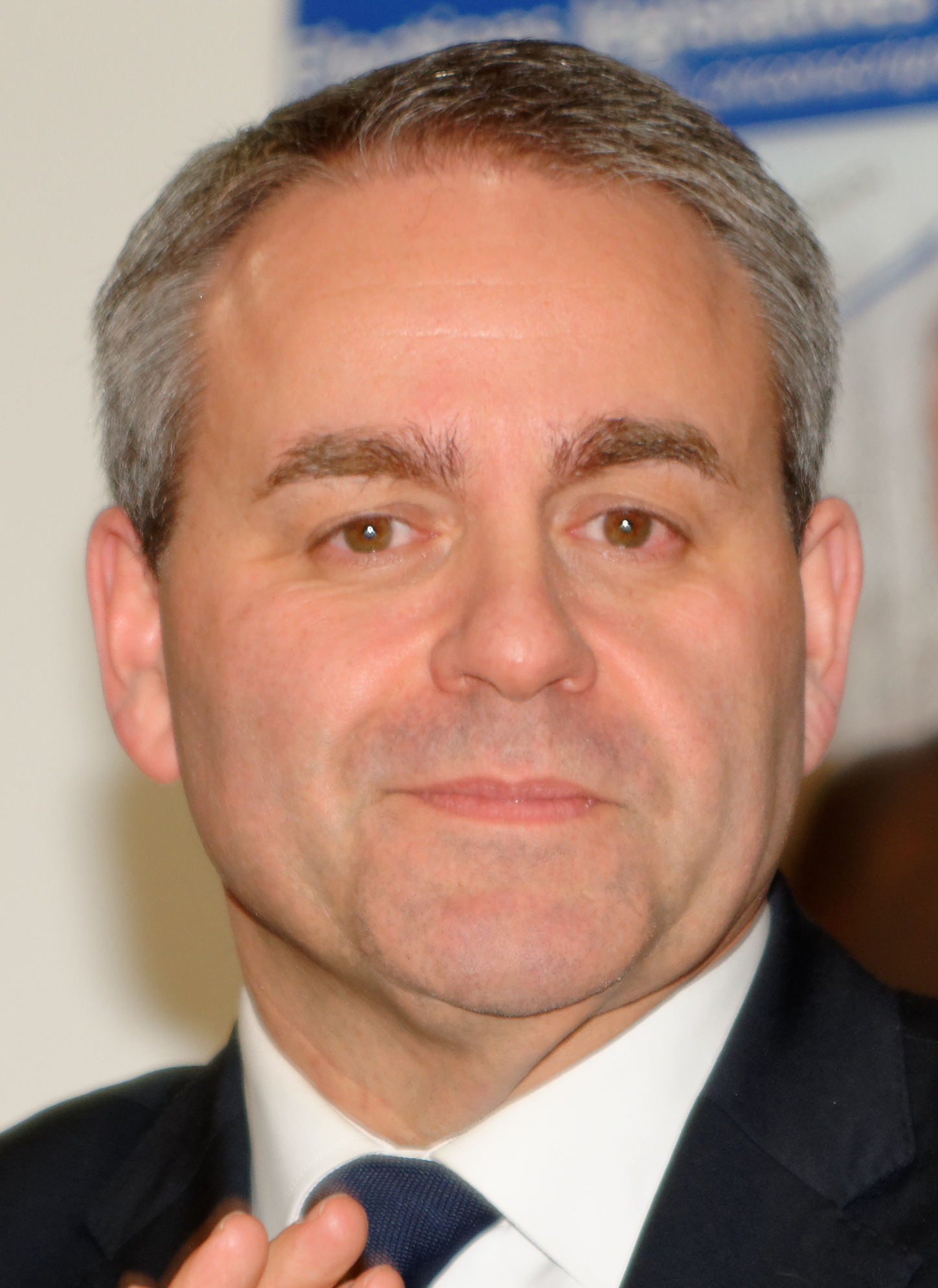
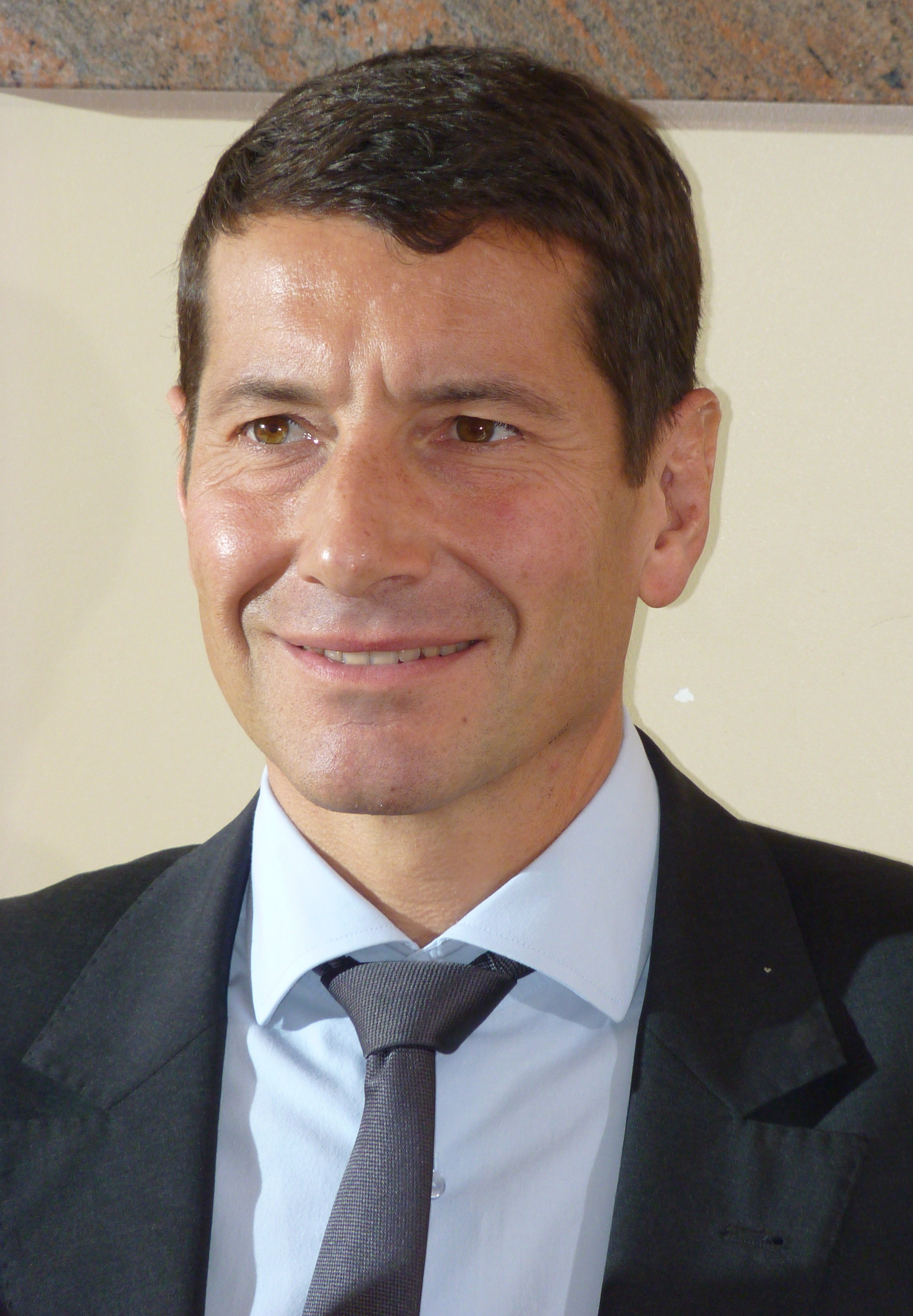
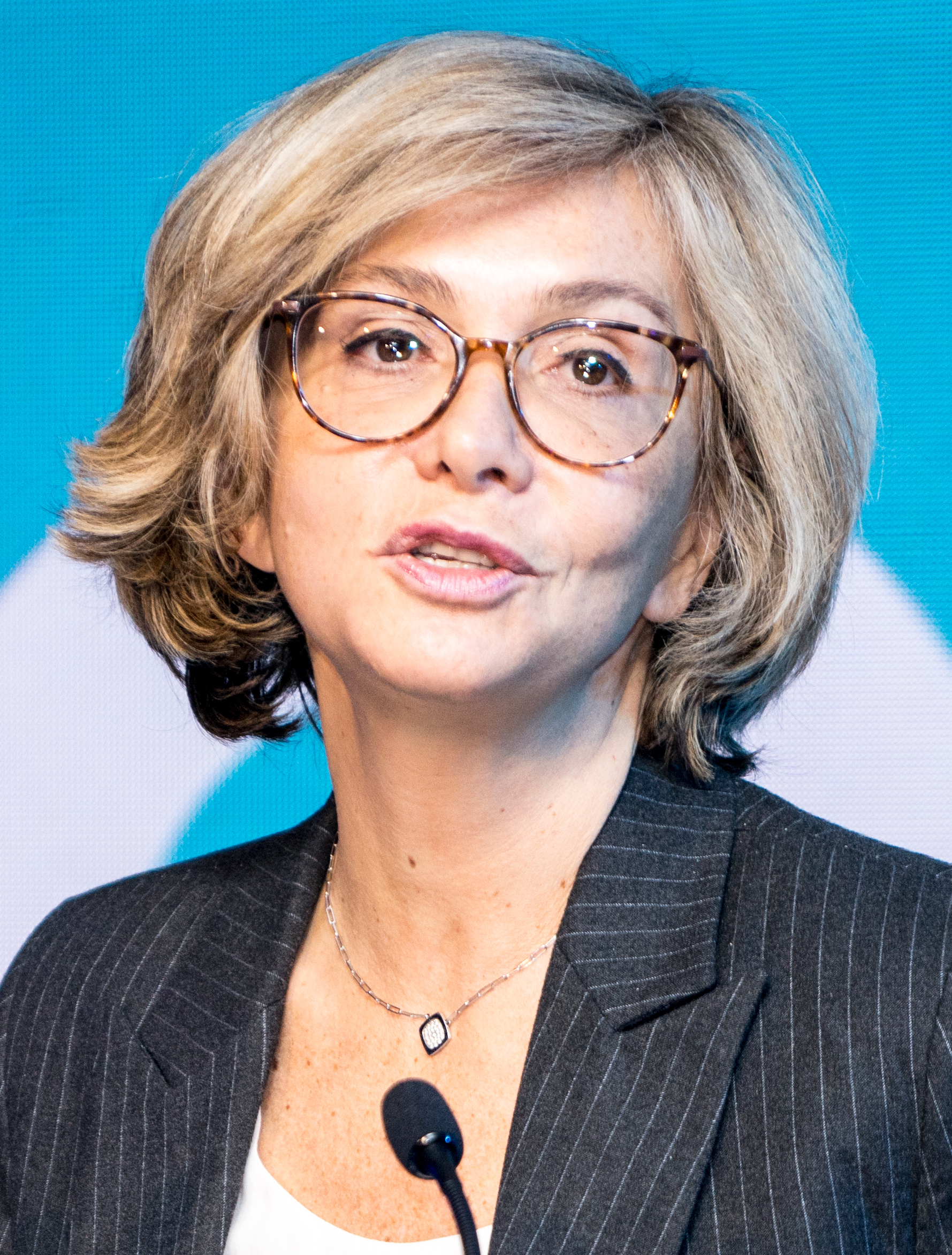
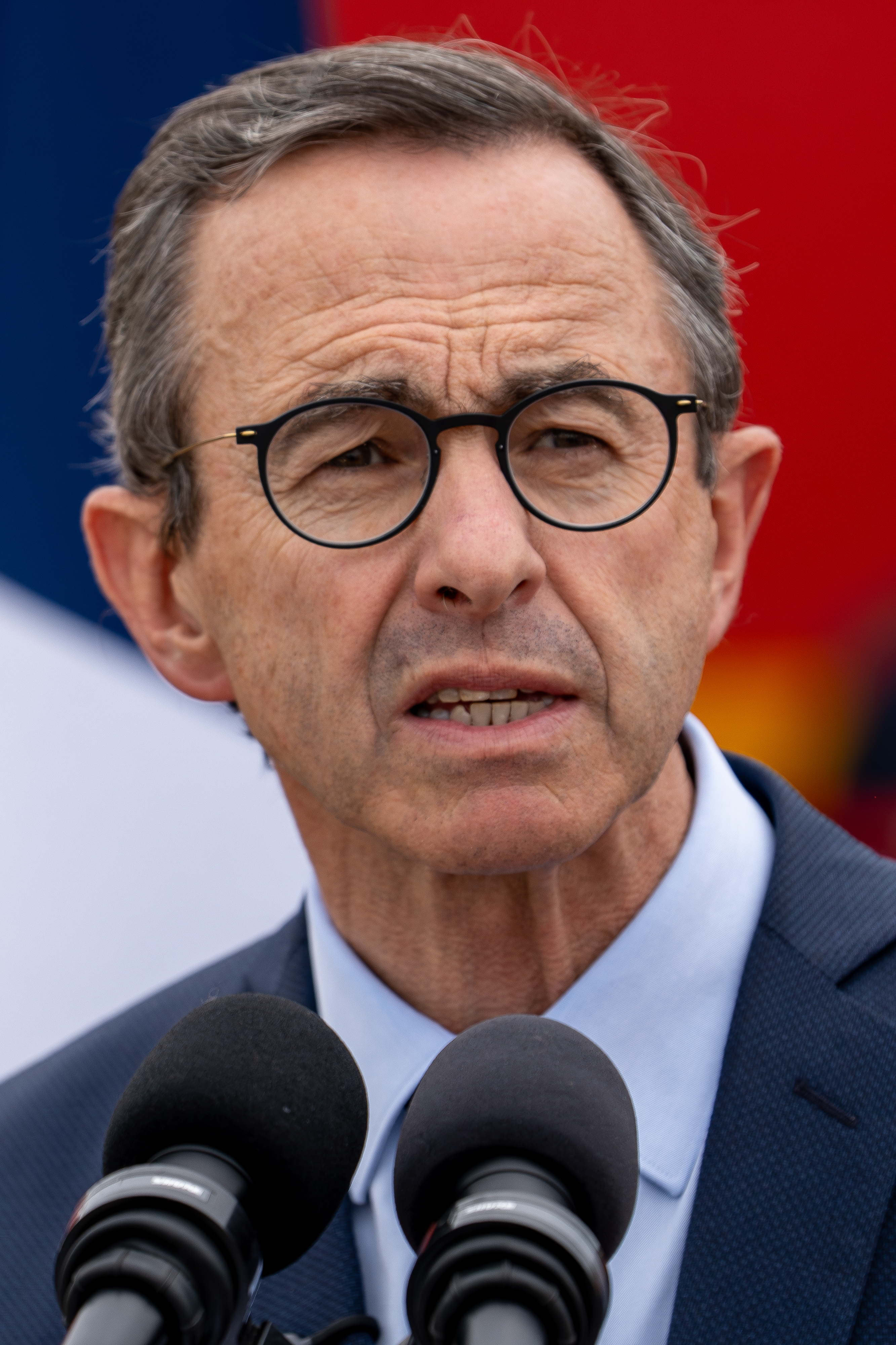
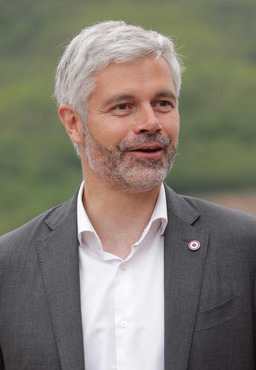

- Michel Barnier
- Xavier Bertrand
- David Lisnard
- Valérie Pécresse
- Bruno Retailleau
- Laurent Wauquiez

- Michel Barnier[8] (ex primer ministro de Francia, candidato en 2022)
- Xavier Bertrand[9] (Presidente del Consejo Regional de Hauts-de-France, candidato en 2022)
- David Lisnard[10] (Alcalde de Cannes, presidente de la Asociación de Alcaldes Franceses)
- Valérie Pécresse[9] (Presidenta del Consejo Regional de Isla de Francia, candidata en 2022)
- Bruno Retailleau[8] (Ministro de Estado, Ministro del Interior)
- Laurent Wauquiez[8] (diputado por Haute-Loire, presidente del grupo de la Derecha Republicana en la Asamblea Nacional)

### Renacimiento

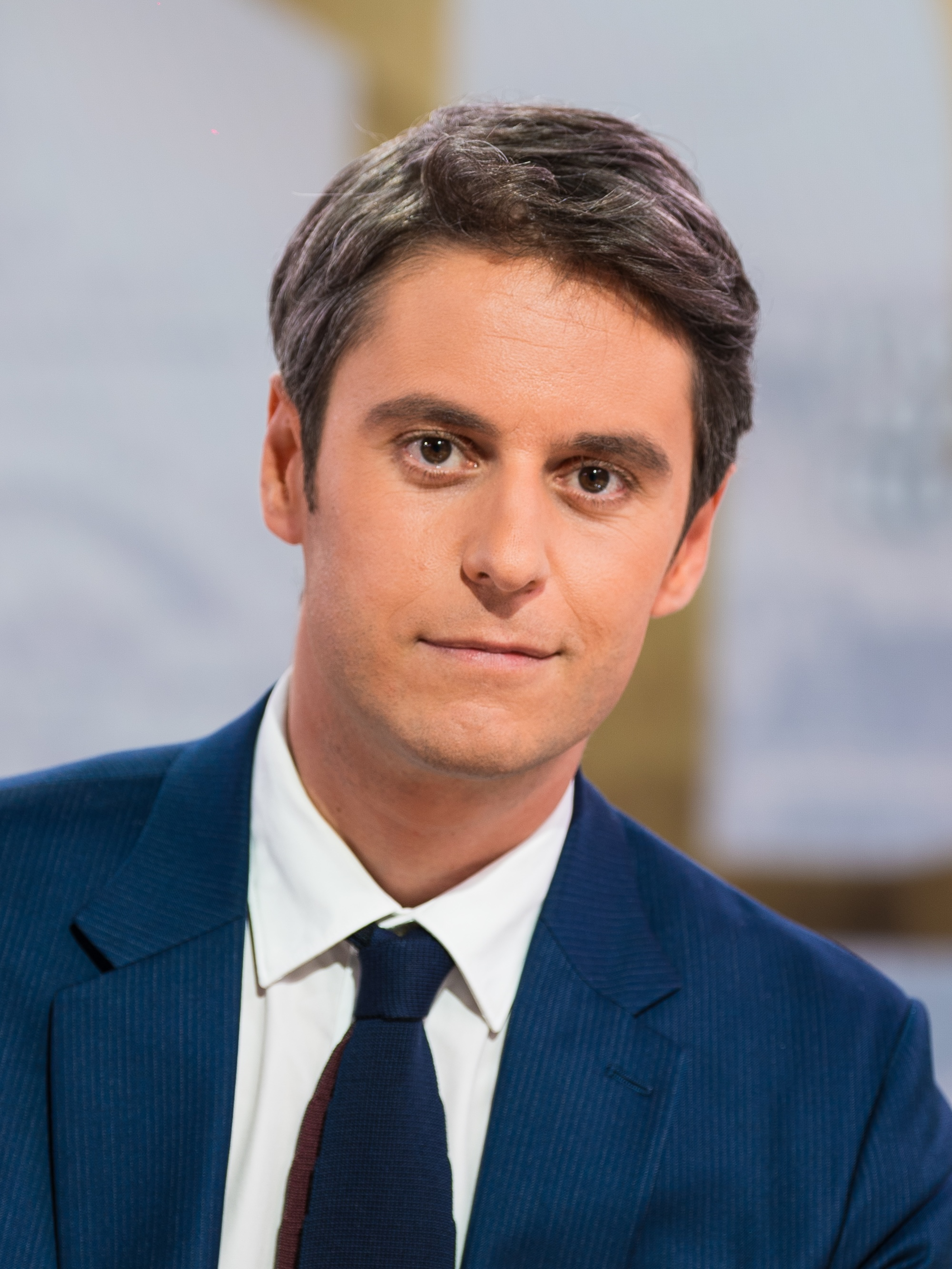
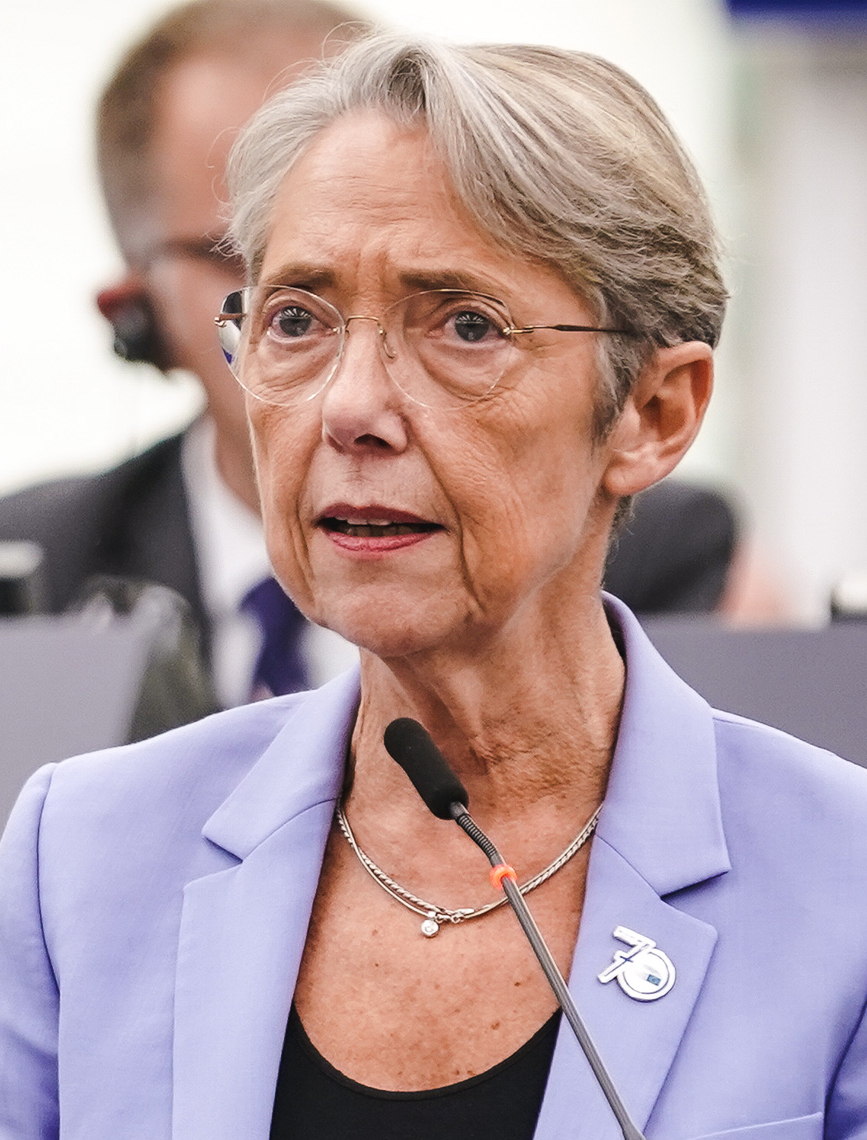
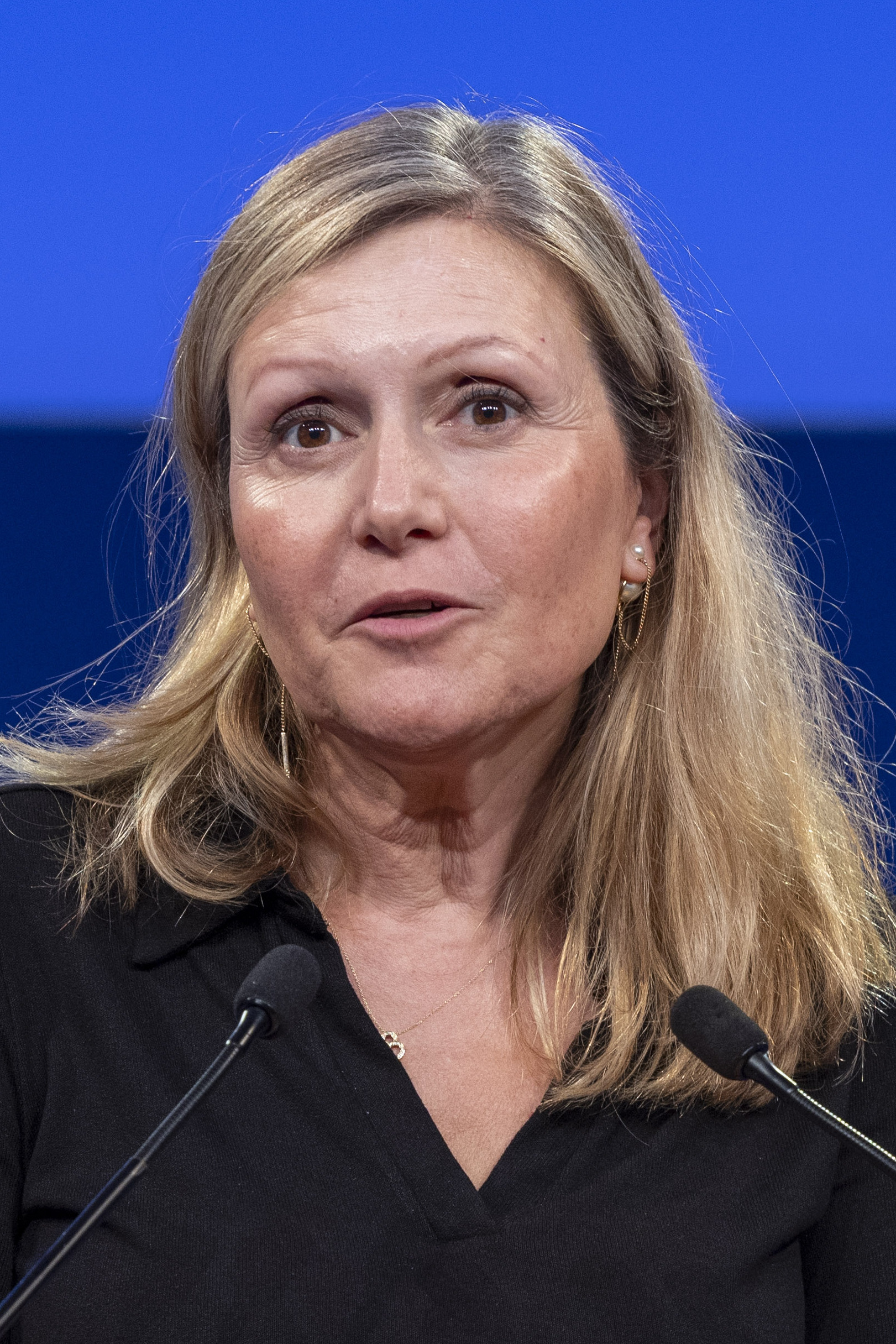
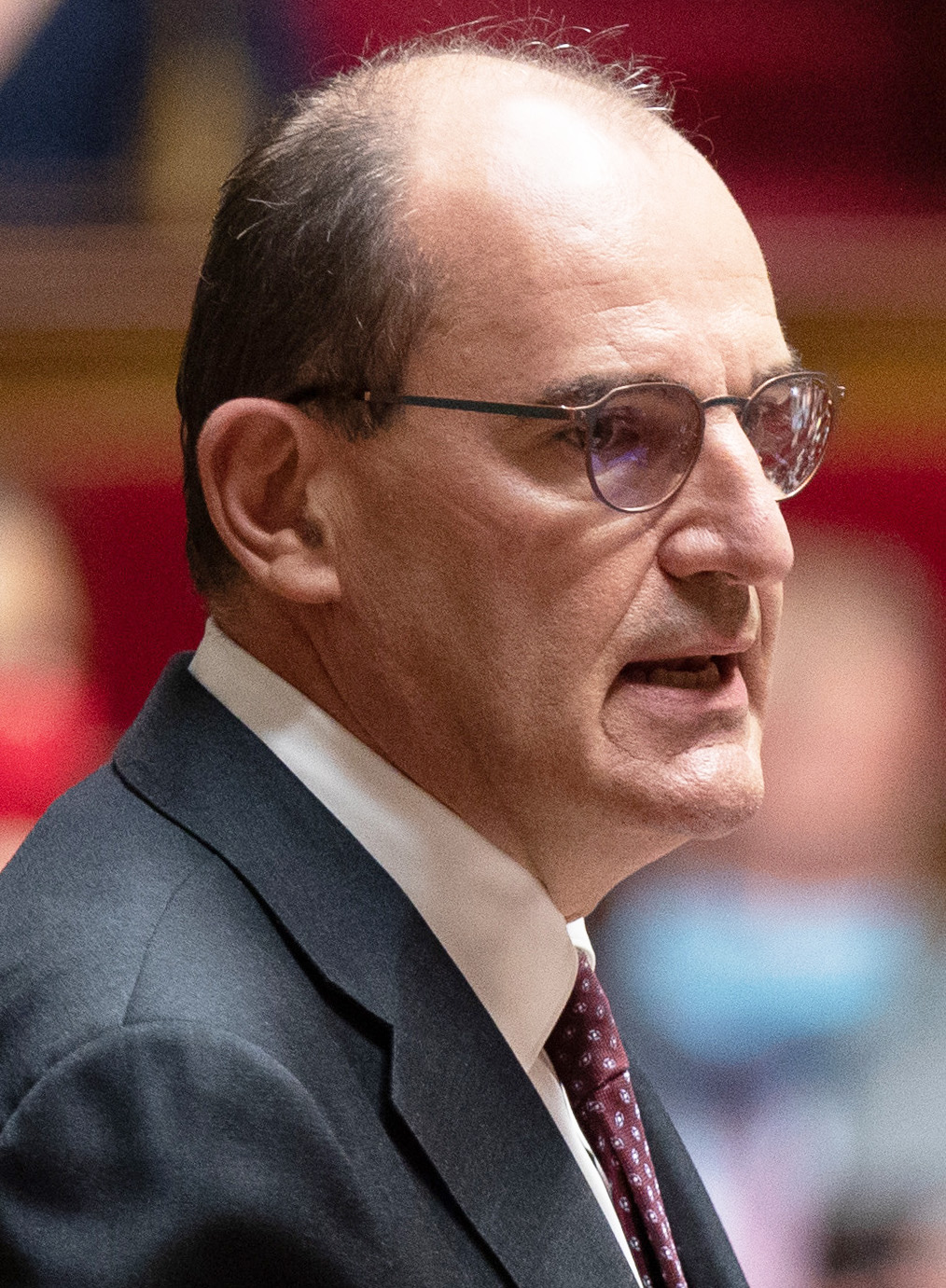
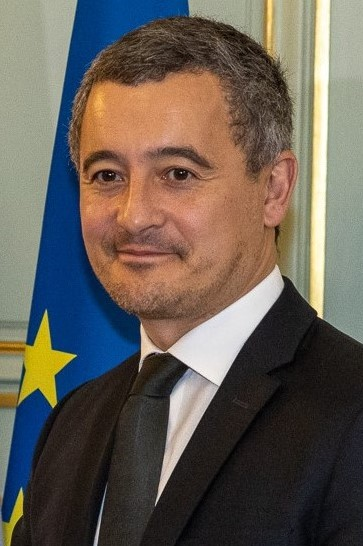
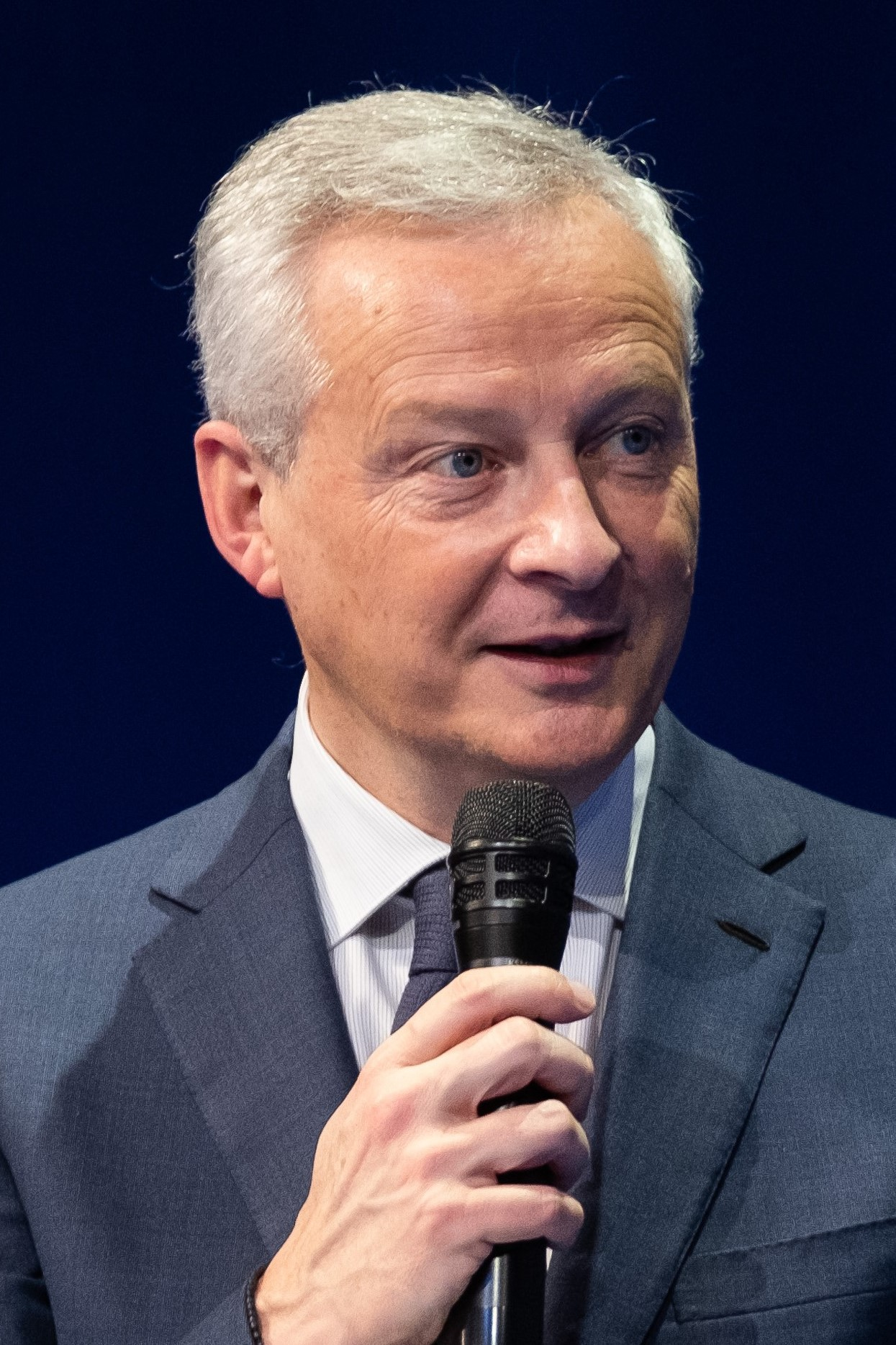

- Gabriel Attal
- Élisabeth Borne
- Yaël Braun-Pivet
- Jean Castex
- Gérald Darmanin
- Bruno Le Maire

- Gabriel Attal[11] (diputado por Hauts-de-Seine, presidente del grupo Renacimiento en la Asamblea Nacional, líder de Renacimiento, ex primer ministro de Francia)
- Élisabeth Borne[12] (Ministra de Estado, Ministra de Educación Nacional, Enseñanza Superior e Investigación, ex Primera Ministra de Francia)
- Yaël Braun-Pivet[13] (diputada por Yvelines, presidenta de la Asamblea Nacional)
- Jean Castex[14] (Director General del Grupo RATP, ex Primer Ministro de Francia)
- Gérald Darmanin[15] (Ministro de Estado, Guardián de los Sellos, Ministro de Justicia)
- Bruno Le Maire[16] (ex Ministro de Economía, Finanzas y Recuperación)

### Movimiento Democrático

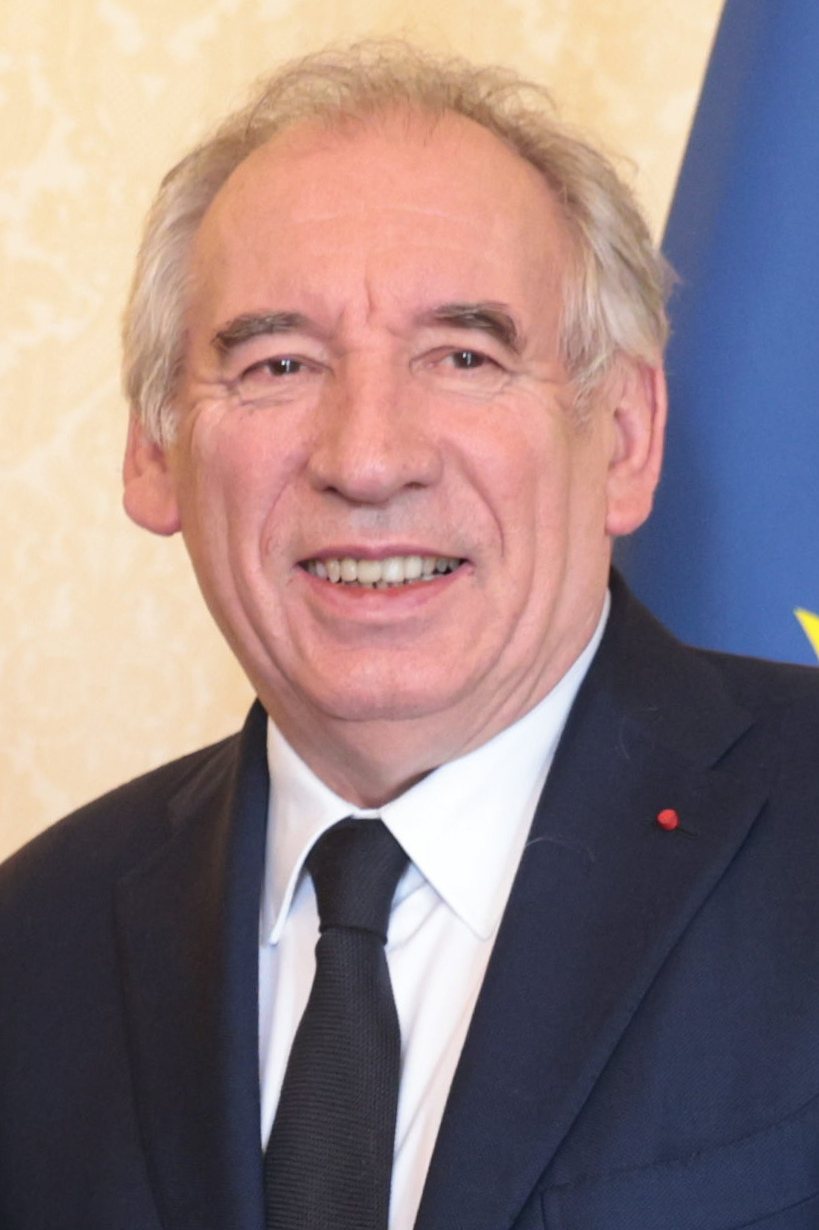

- François Bayrou

- François Bayrou[17] (Actual Primer Ministro de Francia, líder del Movimiento Democrático, candidato en 2012, candidato por la Unión para la Democracia Francesa en 2002 y 2007)

### Partido Socialista

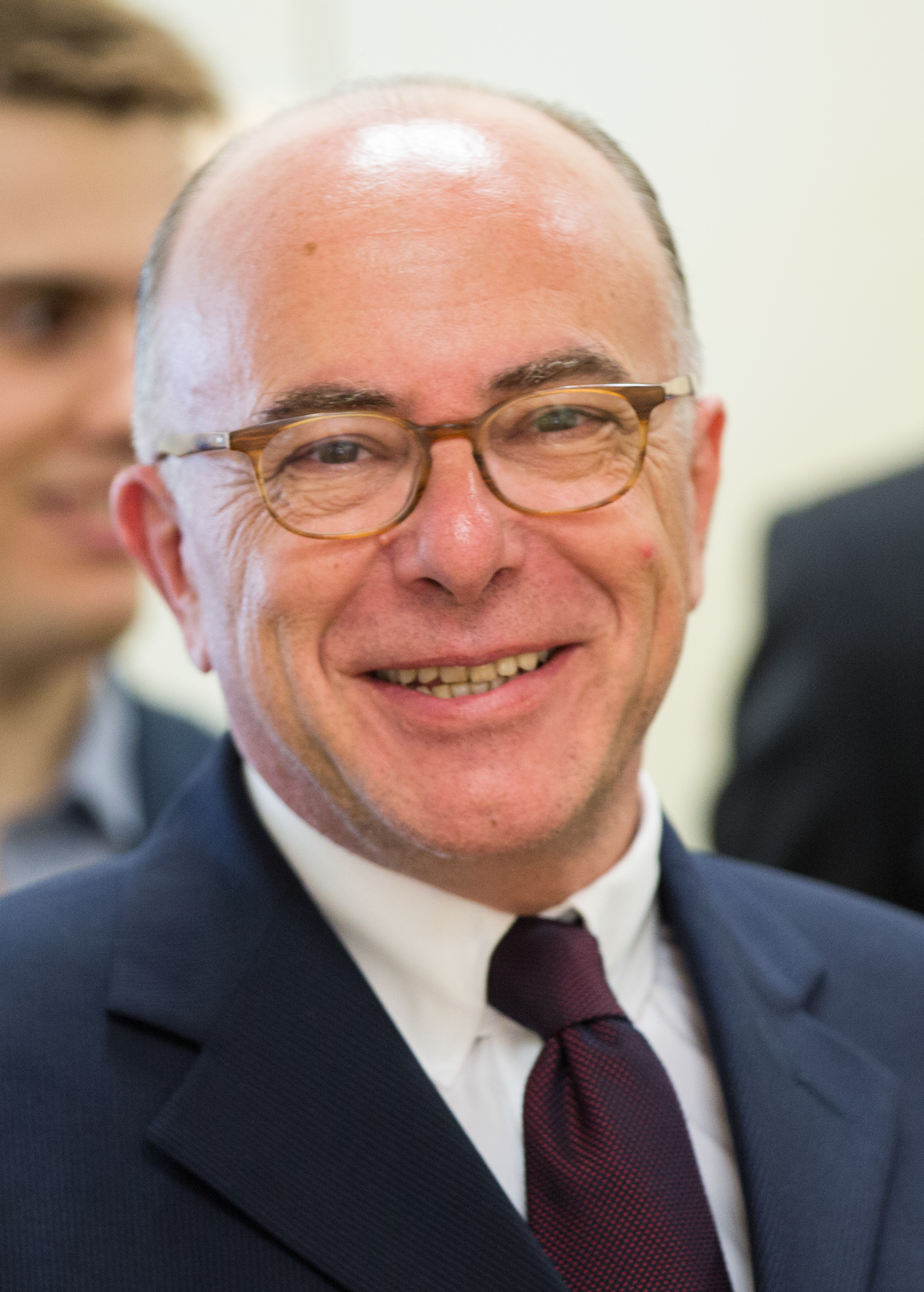
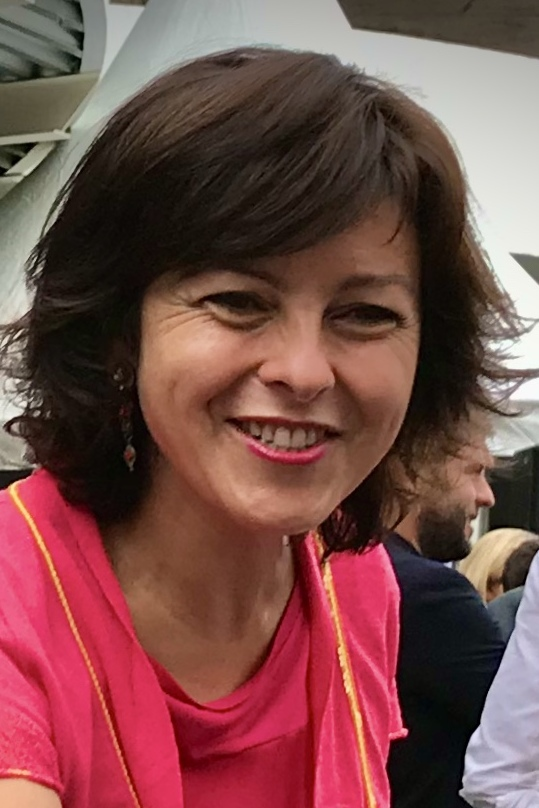
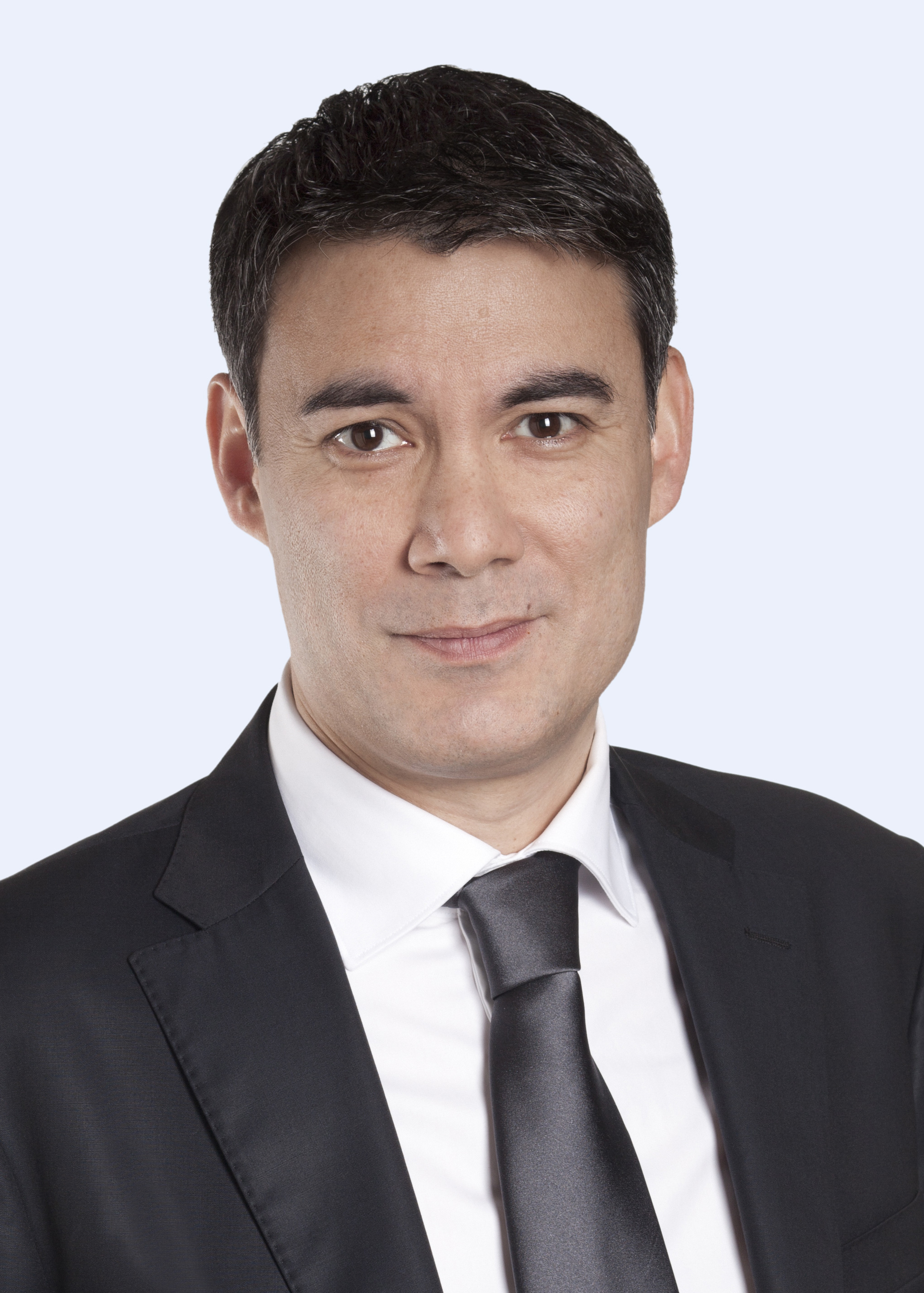
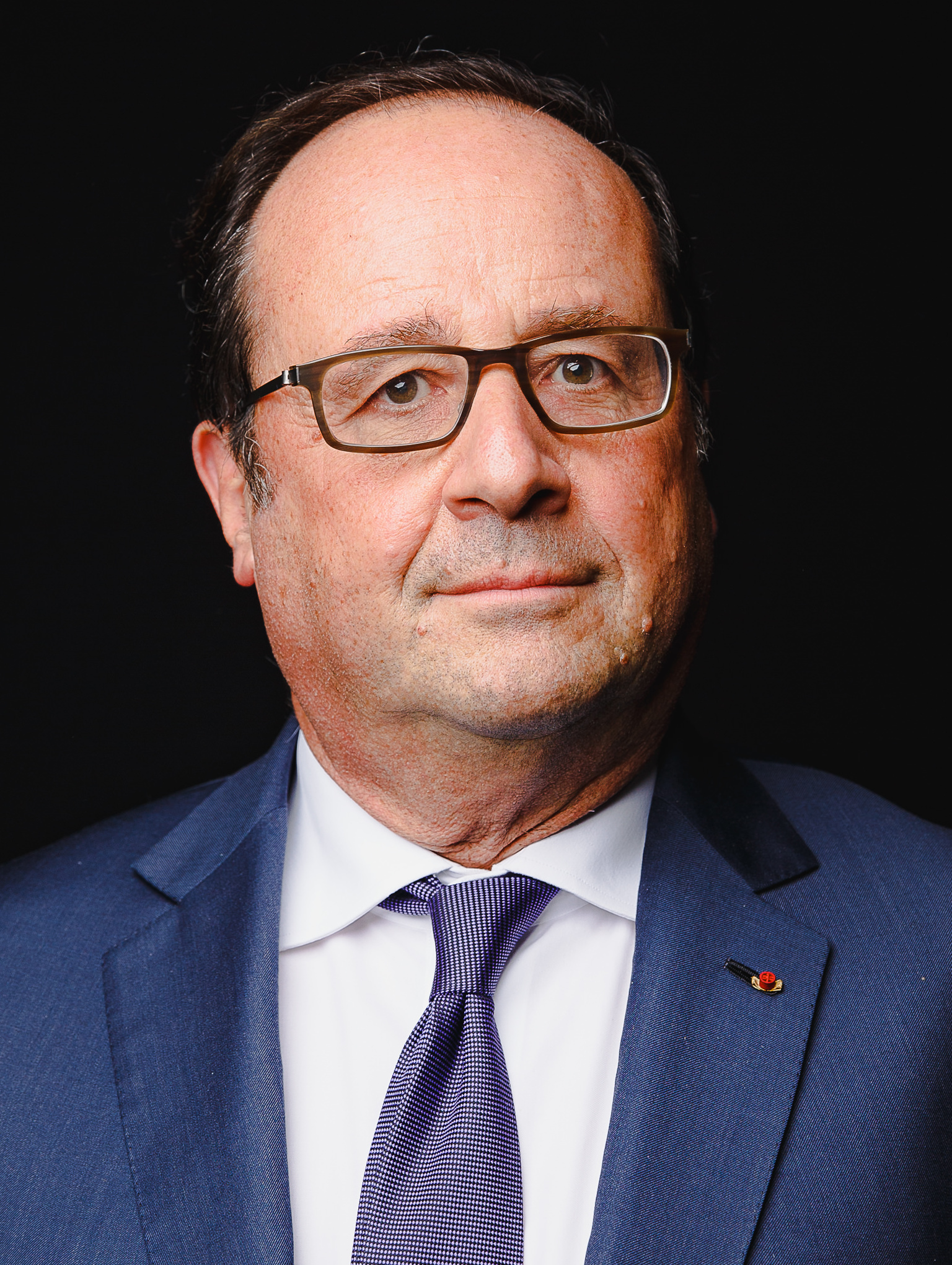

- Bernard Cazeneuve
- Carole Delga
- Olivier Faure
- François Hollande

- Bernard Cazeneuve[18] (ex primer ministro de Francia)
- Carole Delga[19] (Presidenta del Consejo Regional de Occitania)
- Olivier Faure[20] (diputado por Seine-et-Marne, líder del Partido Socialista)
- François Hollande[21] (diputado por Corrèze, expresidente de Francia)

### La Francia insumisa

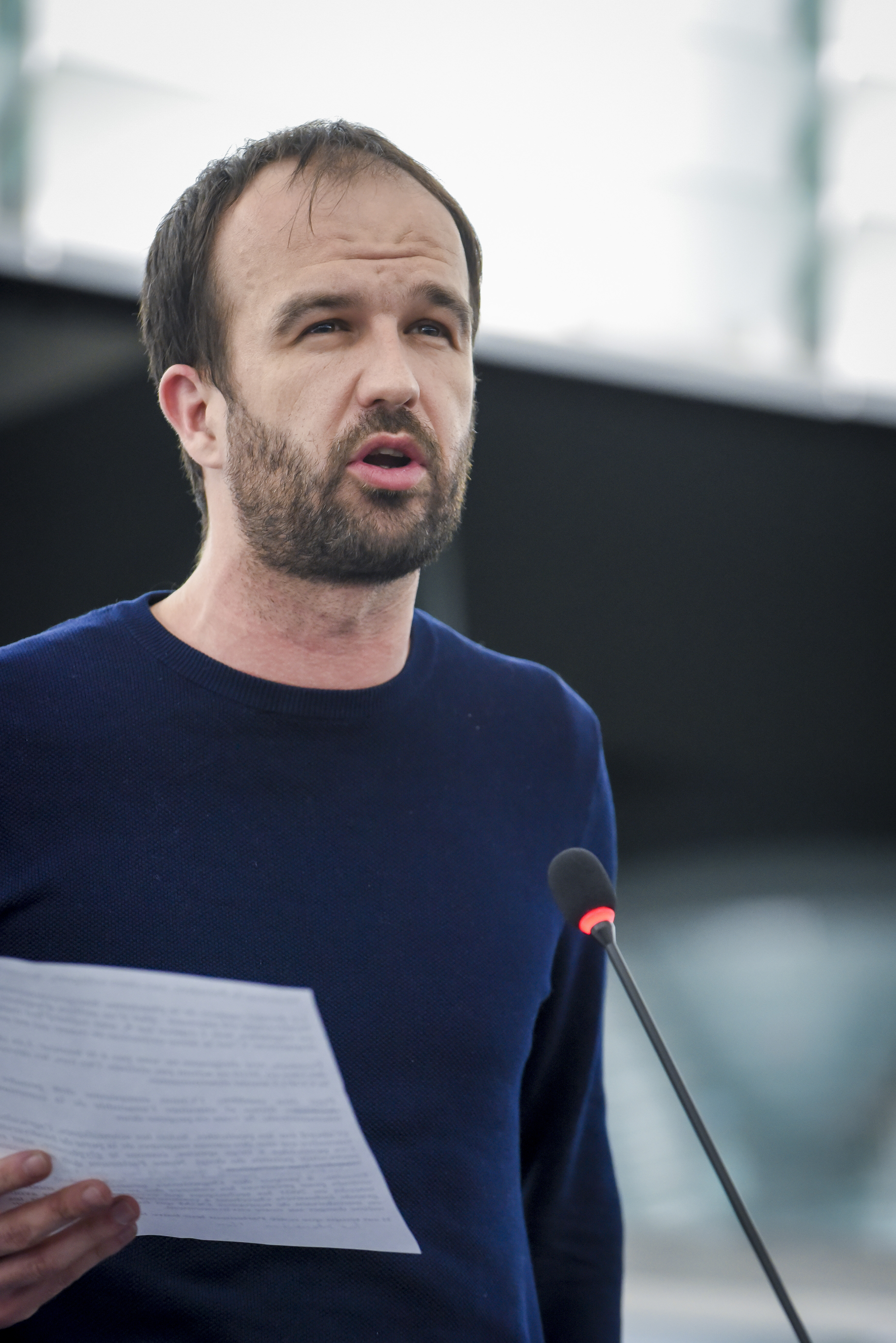
Manuel Bompard
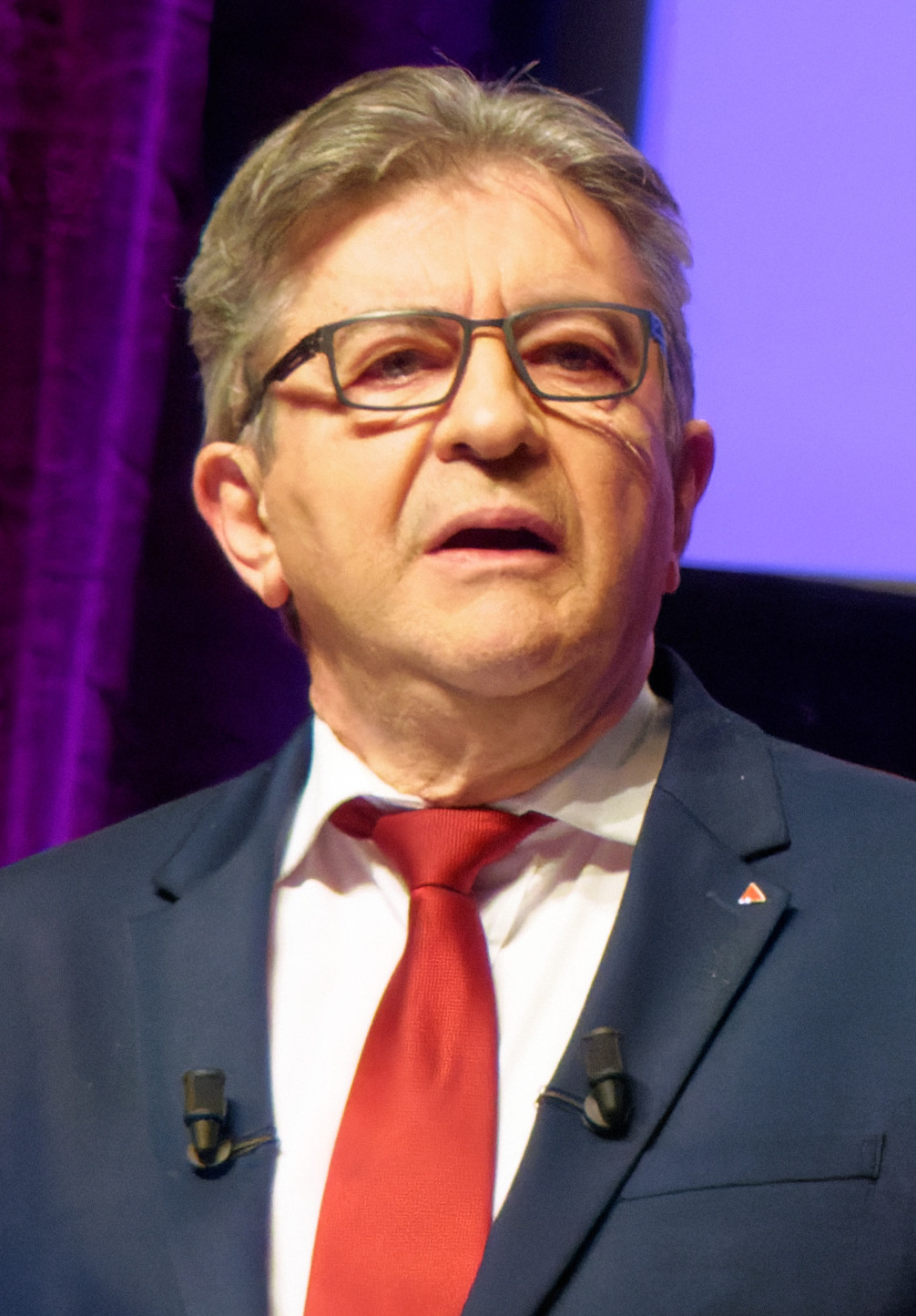
Jean-Luc Mélenchon
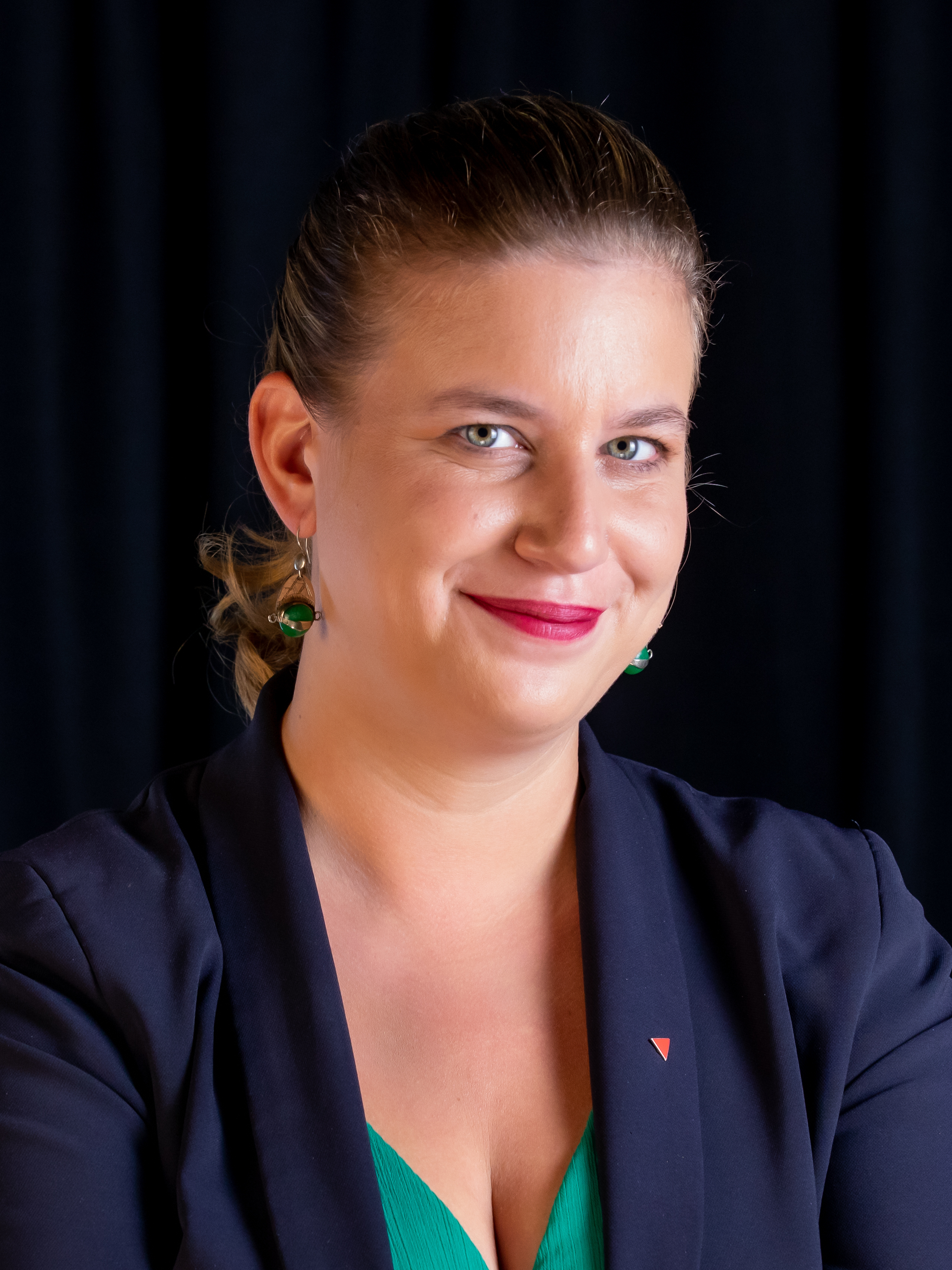
Mathilde Panot

- Manuel Bompard[22] (diputado por Bocas del Ródano, líder de La Francia Insumisa)
- Jean-Luc Mélenchon[23] (candidato en 2017 y 2022, candidato por el Partido de Izquierda en 2012)
- Mathilde Panot[24] (diputada por el Valle del Marne, presidenta del grupo La Francia Insumisa en la Asamblea Nacional)

### Otros

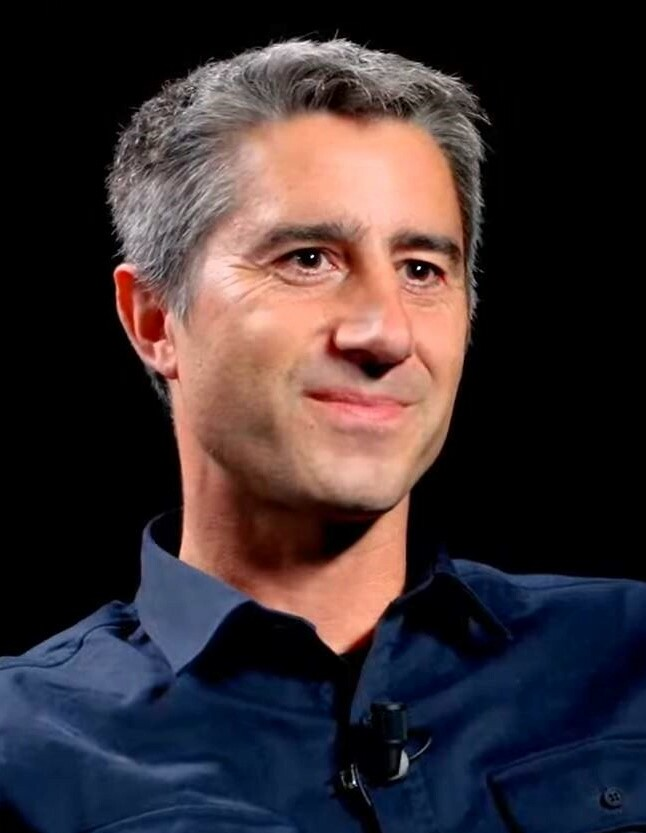
François Ruffin

- François Ruffin[25] (diputado por Somme)

## Candidatos descalificados

### Agrupación Nacional
- Marine Le Pen

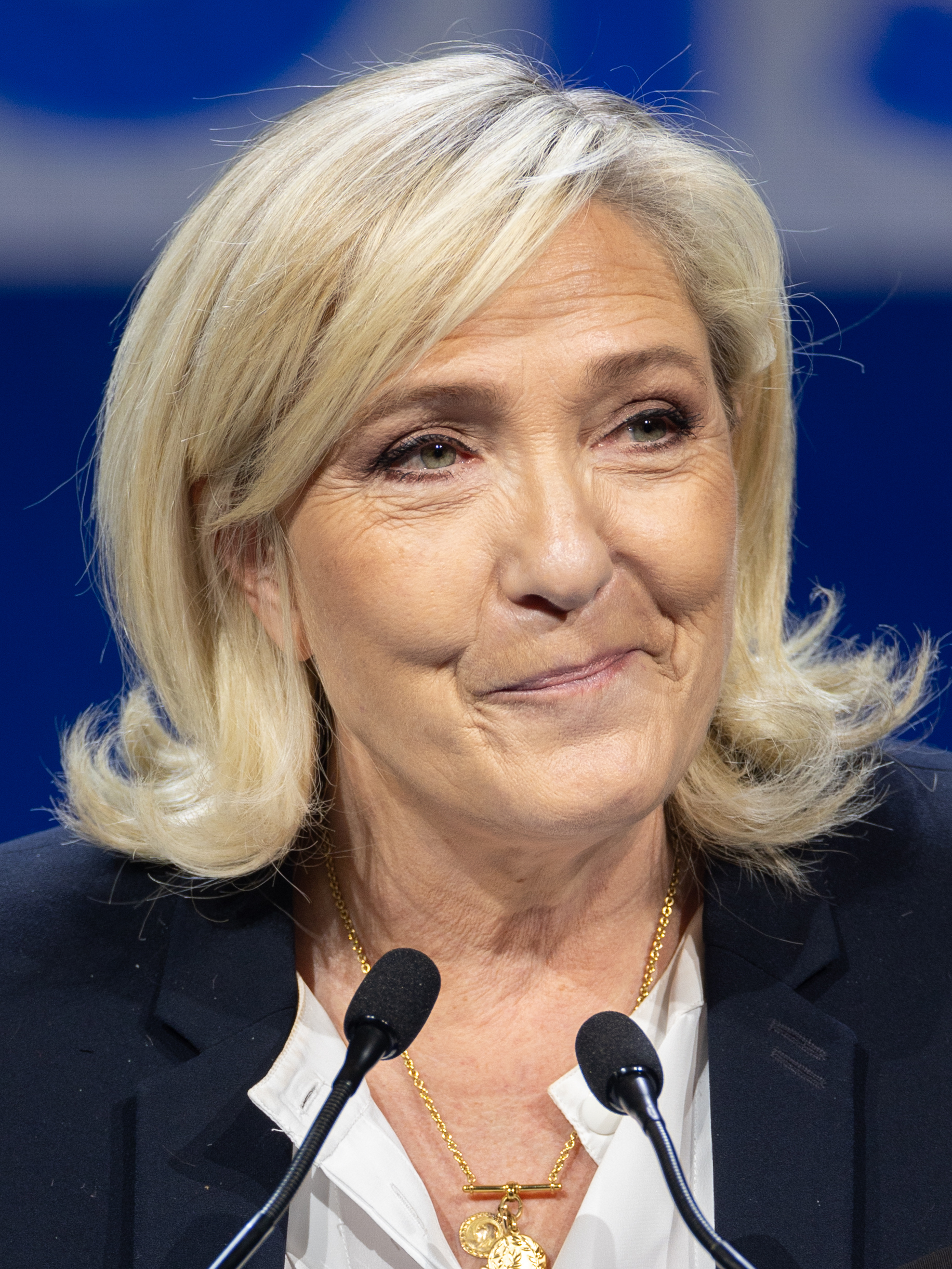

- Marine Le Pen (diputada por Pas-de-Calais, presidenta del grupo Agrupación Nacional en la Asamblea Nacional, candidata presidencial en 2012, 2017 y 2022 por Agrupación Nacional, e hija del fundador de Agrupación Nacional y candidato presidencial en 1974, 1988, 1995 y 2002 por Agrupación Nacional, Jean-Marie Le Pen). Condenada por malversación de fondos en 2025 y posteriormente descalificado de la política presidencial y prohibido de postularse a un cargo político durante 5 años por utilizar fondos del Parlamento Europeo para financiar al personal del Rally Nacional.[26][27] El Tribunal de Apelación decidirá su caso en el verano de 2026, confirmando si puede presentarse como candidata en 2027 o no.

## Encuestas de opinión
| Encuestadora       | Fecha              | Tamaño | Nathalie Arthaud | Philippe Poutou       | Fabien Roussel | Jean-Luc Mélenchon | François Ruffin | Olivier Faure | Raphaël Glucksmann | Marine Tondelier | Gabriel Attal | Édouard Philippe | Dominique de Villepin | Laurent Wauquiez | Bruno Retailleau | Nicolas Dupont-Aignan | Jordan Bardella | Éric Zemmour |    |     |      |
| ------------------ | ------------------ | ------ | ---------------- | --------------------- | -------------- | ------------------ | --------------- | ------------- | ------------------ | ---------------- | ------------- | ---------------- | --------------------- | ---------------- | ---------------- | --------------------- | --------------- | ------------ | -- | --- | ---- |
| Encuestadora       | Fecha              | Tamaño | Ifop             | 19-20 de mayo de 2025 | 1,114          | 1%                 | –               | 3.5%          | 13%                | –                | 4.5%          | –                | 4.5%                  | –                | 21%              | –                     | –               | 16%          | 2% | 31% | 3.5% |
| Harris Interactive | 19 de mayo de 2025 | 1,071  | 1%               | –                     | 3%             | 14%                | –               | –             | 10%                | 3%               | –             | 21%              | –                     | –                | 13%              | –                     | 30%             | 5%           |    |     |      |
| Harris Interactive | 19 de mayo de 2025 | 1,071  | 1%               | –                     | 3%             | 14%                | –               | –             | 11%                | 3%               | 15%           | –                | –                     | –                | 17%              | –                     | 31%             | 5%           |    |     |      |
| Ifop/Hexagone      | 11-18 Abr 2025     | 9,128  | 1%               | –                     | 2.5%           | 10%                | 4.5%            | –             | 9%                 | 2%               | 8%            | 15%              | 2%                    | –                | 7.5%             | 2.5%                  | 32%             | 4%           |    |     |      |
| Ifop/Hexagone      | 11-18 Abr 2025     | 9,128  | 1%               | –                     | 2.5%           | 10%                | 5%              | –             | 10%                | 2.5%             | –             | 22%              | 2%                    | –                | 8%               | 2%                    | 33%             | 4%           |    |     |      |
| Ifop/Hexagone      | 11-18 Abr 2025     | 9,128  | 1%               | –                     | 2.5%           | 10%                | 5%              | –             | 10%                | 3%               | –             | 24%              | –                     | 3%               | –                | 2.5%                  | 35%             | 4%           |    |     |      |
| Ifop/Hexagone      | 11-18 Abr 2025     | 9,128  | 1%               | –                     | 2.5%           | 10%                | 5%              | –             | 10%                | 2.5%             | –             | 22%              | –                     | –                | 8%               | 2%                    | 33%             | 4%           |    |     |      |
| Ifop/Hexagone      | 11-18 Abr 2025     | 9,128  | 1%               | –                     | 2.5%           | 10%                | 5%              | –             | 10%                | 3%               | 14%           | –                | –                     | –                | 14%              | 2%                    | 33%             | 4%           |    |     |      |
| Ifop/Hexagone      | 11-18 Abr 2025     | 9,128  | 1.5%             | –                     | –              | 13%                | –               | –             | 15%                | –                | –             | 22%              | –                     | –                | 9%               | 2.5%                  | 33%             | 4%           |    |     |      |
| Ifop/Hexagone      | 11-18 Abr 2025     | 9,128  | 2%               | –                     | –              | 12%                | 10%             | –             | –                  | –                | –             | 26%              | –                     | –                | 10%              | 3%                    | 33%             | 4%           |    |     |      |
| Odoxa              | 23-23 Abr 2025     | 1,005  | 1%               | 2%                    | 3%             | 12%                | –               | –             | 12%                | 4%               | –             | 20%              | –                     | –                | 9.5%             | 2%                    | 31.5%           | 3%           |    |     |      |
| Elabe              | 2-4 Abr 2025       | 1,413  | 1%               | 1.5%                  | 5.5%           | 10%                | –               | 6%            | –                  | 6%               | –             | 23%              | –                     | –                | 9%               | 2.5%                  | 31.5%           | 4%           |    |     |      |
| Elabe              | 2-4 Abr 2025       | 1,413  | 1%               | 1.5%                  | 4.5%           | 9.5%               | –               | –             | 10.5%              | 3.5%             | –             | 20.5%            | 2.5%                  | –                | 8.5%             | 3%                    | 31%             | 4%           |    |     |      |
| Elabe              | 2-4 Abr 2025       | 1,413  | 1.5%             | 2%                    | 5.5%           | 10.5%              | –               | 4%            | –                  | 4.5%             | 18%           | –                | –                     | 4.5%             | –                | 4%                    | 35.5%           | 5%           |    |     |      |
| Harris Interactive | 31 Mar 2025        | 1,162  | 1%               | 1%                    | 4%             | 13%                | –               | 5%            | –                  | 4%               | –             | 25%              | –                     | 4%               | –                | 2%                    | 36%             | 5%           |    |     |      |
| Harris Interactive | 31 Mar 2025        | 1,162  | 1%               | 1%                    | 4%             | 13%                | –               | 5%            | –                  | 4%               | –             | 23%              | –                     | –                | 7%               | 2%                    | 35%             | 5%           |    |     |      |